# Helen Palmer
Helen Palmer, född 19 september 1974, är en brittisk bågskytt. Hon deltog vid olympiska sommarspelen 2004.